# Oren E. Long
Oren E. Long (Altoona, 1889. március 4. – Honolulu, 1965. május 6.) az Amerikai Egyesült Államok szenátora (Hawaii, 1959–1963).